# Медянка (приток Серебрянки)
Медянка (укр. Мідянка, Медянка) — левый приток реки Серебрянка, протекающий по Черкасскому району (Черкасская область, Украина).

## География
Длина — 24, 30,7 км. Площадь водосборного бассейна — 220, 207 км². Русло реки в нижнем течении (водохранилище в селе Балаклея) находится на высоте 94,9 м над уровнем моря.
Берёт начало на южной окраине села Ксаверово. Река течёт на северо-восток, восток. Впадает в реку Серебрянка (на 12-км от её устья) между сёлами Балаклея и Константиновка.
Русло средне-извилистое. В приустьевой части создано водохранилище. 
Притоки (от истока до устья): Безымянная, балка Серый Остров, Балакленка (Балаклейка). 
Населённые пункты на реке (от истока до устья):
1. Ксаверово
2. Орловец
3. Теклино
4. Балаклея